# Chlorocardium venenosum
Chlorocardium venenosum là loài thực vật có hoa trong họ Nguyệt quế. Loài này được (Kosterm. & Pinkley) Rohwer, H.G.Richt. & van der Werff miêu tả khoa học đầu tiên năm 1991.